# Йонтарарак, Минни Ниша
Минни Ниша Йонтарарак (тайск. มินนี่ ณิชา ยนตรรักษ์; кор. 민니 니차 욘따라락, англ. Minnie Nicha Yontararak; род. 23 октября 1997 года, более известная как Минни) — тайская певица, автор песен и танцор. Является участницей южнокорейской гёрл-группы I-dle.

## Карьера

### 1997—2017: Юность и начало карьеры
Минни родилась 23 октября 1997 года. У неё есть старшие братья. Минни играла на пианино с пяти лет и брала уроки вокала с семи лет. Музыку Минни полюбила благодаря матери. Она всегда смотрела, как мама играет на пианино, и училась играть у неё. Минни посещала Академию Wattana Wittaya и изучала музыку в вокальной студии Grammy в Таиланде. Она была чирлидершей, барабанщицей, актрисой в театральной постановке ещё в своей школе. Минни также четыре года изучала китайский язык. В сентябре 2014 года она участвовала в прослушивании Cube Star World в Таиланде и приехала в Корею в 2015 году.
23 марта 2016 года Минни была представлена публике через официальный Instagram стажеров Cube Entertainment. 5 ноября она участвовала в выступлении Соён на шоу Unpretty Rapstar 3. В июне 2017 года она участвовала в рекламном видео для Rising Star Cosmetics вместе с Юци и Шухуа, будущими коллегами по группе (G)I-DLE. В том же году Минни получила возможность поучаствовать с Line Friends' Twinkle Twinkle Little Star и петь шесть песен в Dance Party! - Children's English Songs.

### 2018 — настоящее время: Дебют в(G)I-DLE, Сольный дебют

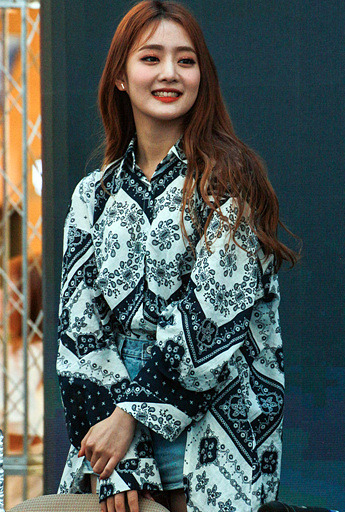
Минни в октябре 2018 года.

2 мая 2018 года Минни дебютировала с (G)I-DLE с мини-альбомом I Am и заглавной песней «Latata». Она известна своим уникальным, привлекательным и успокаивающим голосом.
Во втором мини-альбоме I Made, Минни участвовала в написании песни «Blow Your Mind», который был впервые выпущен на To Neverland. Было выпущено самостоятельное музыкальное видео. Минни призналась, что она создает песни на фортепиано и берет MIDI-классы, чтобы улучшить сочинение. Она участвовала в написании песни «For You» для японского дебютного мини-альбома (G)I-DLE, Latata. В октябре 2019 года, (G)I-DLE приняли участие в Queendom от Mnet. На первом предварительном этапе зрители были ошеломлены тайским вступительным выступлением Минни с «Latata» и была хорошо принята зрителями в Южной Корее и Таиланде. На третьем этапе предконкурсного выступления, Минни представляет вокальную участницу (G)I-DLE. Она разделила сцену с Хёчжон из AOA, исполняющим «Instagram». Кроме того, песня вновь вошла в музыкальные чарты и стала популярной среди широкой публики благодаря своему исполнению. 15 октября было объявлено, что Минни объединится с Wengie, китайско-австралийским YouTuber для совместной песни «Empire», которая вышла 18 октября.
Минни дебютировала сольно 21 января 2025 года с выпуском своего мини-альбома [HER] и заглавного трека «HER».

## Дискография
| "Expectations" (с Энн-Мари и (G)I-dle)                                    | 2023 | 58  | —  | Сингл-вне альбома                       |
| «Hot Summer» (LINE FRIENDS feat. Минни)                                   | 2017 | —   | —  | Dance Party! - Children's English Songs |
| «Morning Sunrise» (LINE FRIENDS feat. Минни)                              | 2017 | —   | —  | Dance Party! - Children's English Songs |
| «Dinosaur Song (Herbivore Ver.)» (LINE FRIENDS feat. Минни)               | 2017 | —   | —  | Dance Party! - Children's English Songs |
| «The Brush Brush Song» (LINE FRIENDS feat. Минни)                         | 2017 | —   | —  | Dance Party! - Children's English Songs |
| «Oats, Peas, Beans and Barley Grow» (LINE FRIENDS feat. Минни)            | 2017 | —   | —  | Dance Party! - Children's English Songs |
| «Clap Concert» (LINE FRIENDS feat. Минни)                                 | 2017 | —   | —  | Dance Party! - Children's English Songs |
| «Empire» (Wengie feat. Минни)                                             | 2019 | —   | 22 | Empire                                  |
| "Thief" (Хейз feat. Минни)                                                | 2022 | 199 | —  | Undo                                    |
| "—" denotes items that did not chart or were not released in that region. |      |     |    |                                         |

## Фильмография

### Реалити-шоу
| Год  | Название    | Телеканал | Примечания | Ссылка |
| ---- | ----------- | --------- | ---------- | ------ |
| 2019 | Five Actors | MBN       | Участница  | [ 24 ] |